# Híres dombóváriak listája
A híres dombóváriak helyileg, országosan ill. nemzetközileg hírnevet szereztek maguknak és a városnak munkájuk, civil, politikai, sport ill. művészi tevékenységük alapján.

## Dombóváron születtek

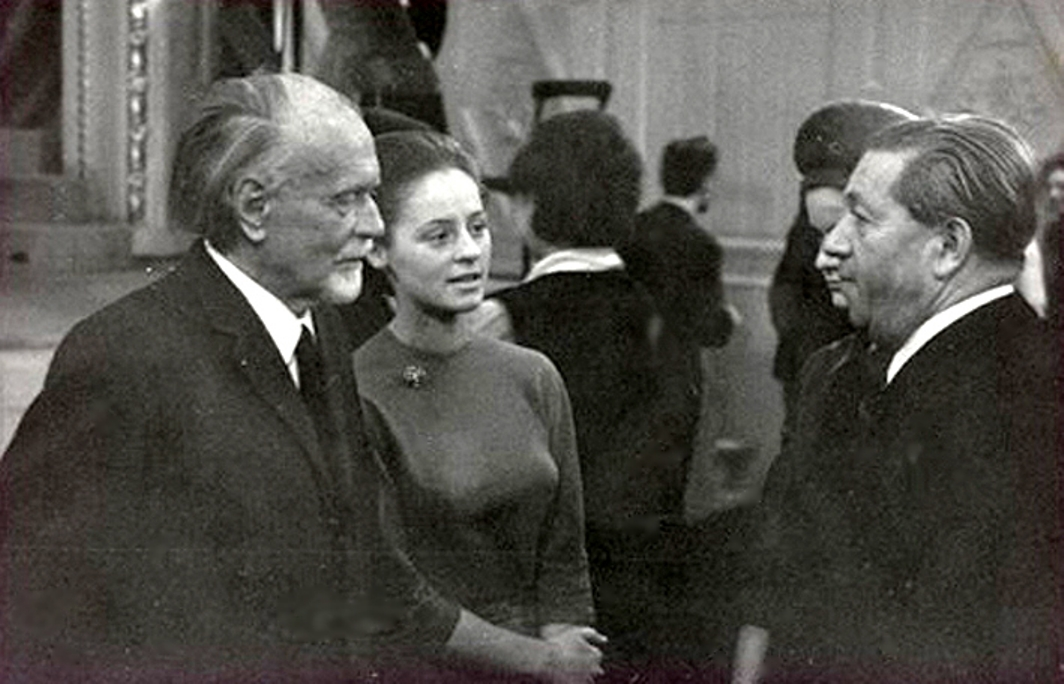
Kodály Zoltán és második felesége Péczely Sarolta

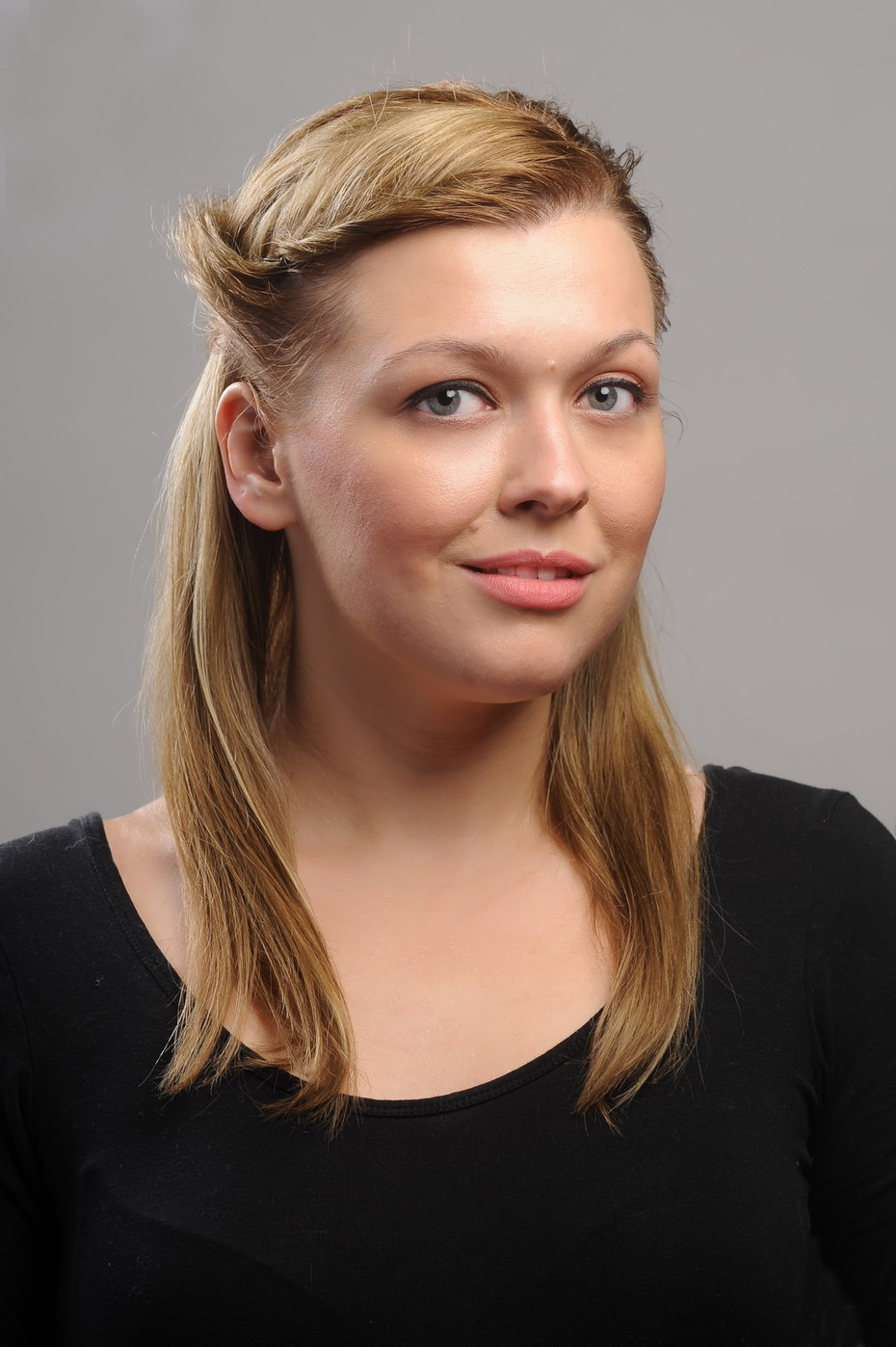
Edelényi Vivien

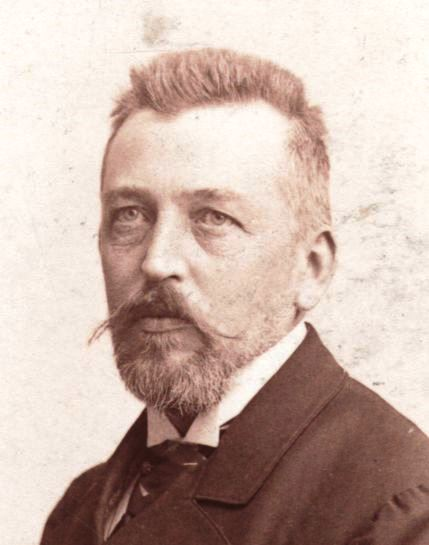
Aggházy Gyula

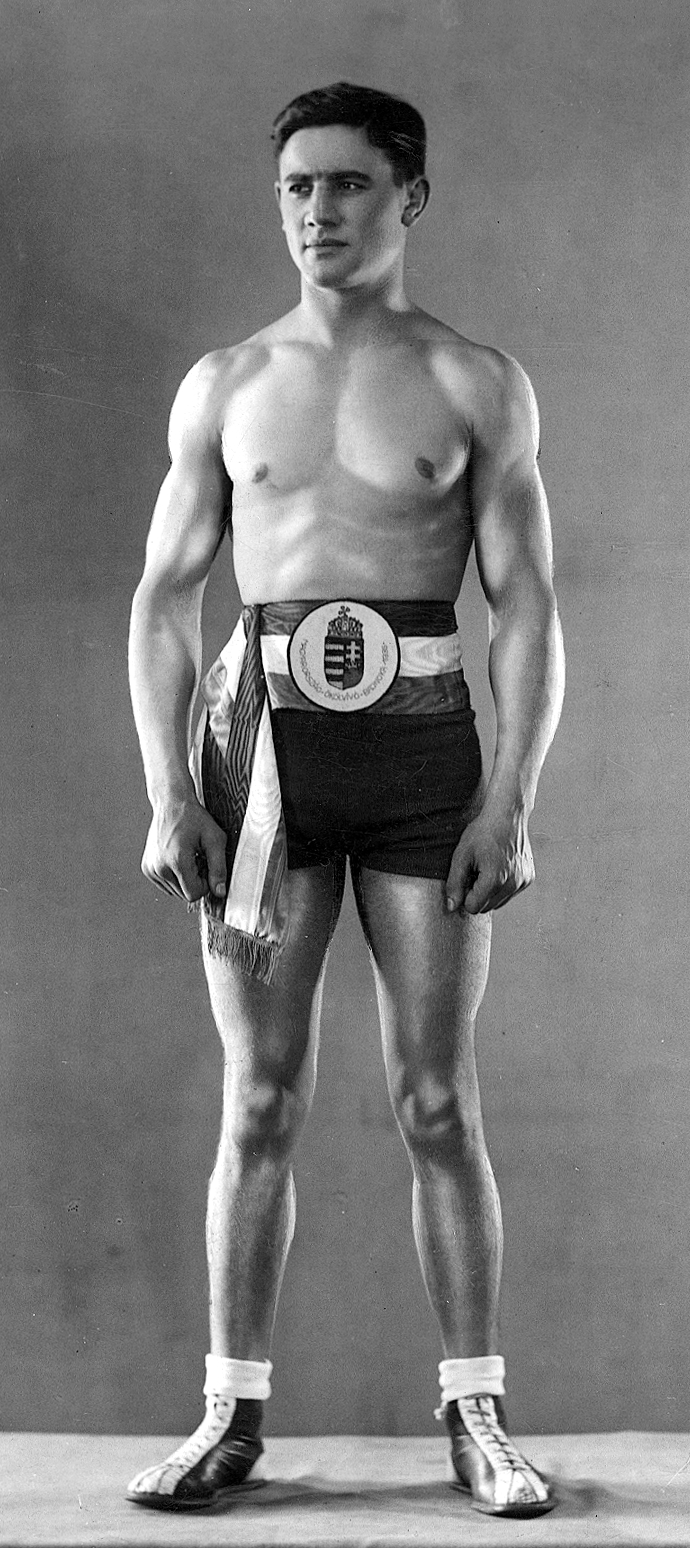
Mándi Imre

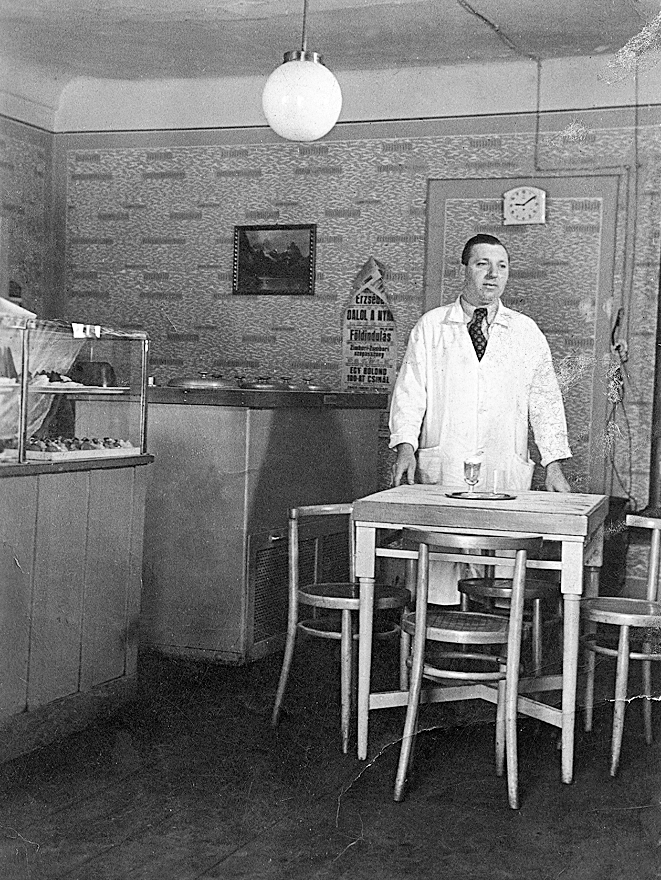
Bíró Péter cukrászmester

### A
- 1850. március 20-án Aggházy Gyula (1850-1919) festőművész

### B
- 1967. július 14-én Bagossy László színházi rendező
- 1968. november 17-én Bagossy Levente díszlettervező, grafikusművész
- 1984. február 15-én Balaskó Ákos  magyar költő
- Balogh István szikvíz-készítő[1]
- Bíró Péter cukrászmester
- 1953. december 12-én Bonaniné Tamás-Tarr Melinda dr. tanár, újságíró, publicista, műfordító, költő, író[2]
- 1966-ban Bókai Zoltán magyar billentyűs, rockzenész, karmester, zeneszerző, hangszerelő, hangmérnök
- Bíró Zsolt (Dred) magyar zeneszerző, szövegíró, DJ, producer[3]
- 1954. november 9-én Bujáki Attila ( – Dombóvár, 2001. szeptember 10.) cukrászmester
- 1925. május 4-én Buzánszky Jenő (1925-2015) labdarúgó

### D
- 1952-ben Dombai István fényképész
- 1848. március 11-én Dombóvári Géza (Schulhof Géza) (1848-1918) ügyvéd, jogtudós

### E
- 1987. január 16-án Edelényi Vivien színésznő

### F
- 1956. február 10-én Fehérvári Tamás középiskolai tanár, volt országgyűlési képviselő (Fidesz-KDNP); a Tolna Megyei Önkormányzat Közgyűlésének elnöke.
- Farkas Bence atléta[4]
- 1987. november 30-án Ferenczei Gábor  rapper[5]
- 1766. április 23-án Franjo Vlašić (Vlassich Ferenc) (1766–1840) horvát tábornok és bán

### G
- 1966. május 4-én G. Nagy Róbert informatikus mérnök, eszperantista
- 1974. július 28-án és itt kezdte sportolói pályafutását Gulyás Róbert 101-szeres válogatott kosárlabda játékos[6]

### Gy
- 1980. január 9-én Gyánó Szabolcs  NB I-es labdarúgó
- 1912. április 24-én Gyöngyössy György dr. (1932-1999) orvos, a Dombóvári Vasutas Eszperantista Egyesület elnöke

### H
- 1952. július 12-én Havasi János magyar jogász, újságíró.
- 1932. április 3-án Hegyi Sándor (1932-2009) válogatott labdarúgó[7]
- 1885. február 6-án Hirsch Zoltán, (1885–1944) artista (Zoli-bohóc)
- 1943. február 10-én Horváth László (1943-1988) színész

### I
- 1932-ben Ivanich Miklós (1932-2016) zongoraművész, tanár

### J
- 1906. január 26-án Ján Golián alezredes[8]

### K
- 1969. december 29-én Kelemen Zoltán magyar irodalomtörténész
- 2001. június 17-én Keresztes Zalán NB-1-es futballista[9]
- 1958. december 31-én Kiss László és felesége – Kissler Sörfőzde, 1993-ban alapították[10]
- 1899. szeptember 5-én Kocsis Mihály dr. (1899-1970) egyetemi tanár, törvényszéki bíró
- 1951-ben Kovácsy Tibor újságíró, rádiós műsorvezető, szerkesztő és színész, a magyar közélet kiváló alakja
- 1977. december 3-án Köbli Norbert dr. forgatókönyvíró, érdemes művész.
- 1947-ben Kőműves Mihály labdarúgó
- 1913-ban Kuti József (-2013) cukrászmester[11]

### L
- 1943. november 10-én Leskó László (1943-2001) író-újságíró
- 1908. szeptember 3-án Losonczy István (1908-1980) jogászprofesszor, a Pécsi Tudományegyetem Büntetőjogi Tanszékének vezetője

### M
- 1928. december 13-án Majoros János (1928-2021) keramikus
- 1916. november 22-én Mándi Imre (1916-1945) ökölvívó
- 1911-ben Medveczky Gabriella (Majoros Lászlóné) ( – 2001.) a második magyar női ejtőernyős.

### N
- 1940. április 5-én Nagy Jenő (Újdombóvár),  kőfaragó
- 1954. január 25-én Nagy Viktor  rendező
- 1928. november 15-én Nógrádi Róbert (1928-1989) színházi rendező, színigazgató

### P
- 1953-ban Patay Vilmos, mezőgazdasági gépész, munkavédelmi technikus, gombaszakértő, marketing manager, abszolutórium – Kossuth Lajos Katonai Főiskola, volt polgármester és országgyűlési képviselő (Fidesz-KDNP)
- 1921. január 20-án Pataki Ferenc (1921-2017) fejszámolóművész
- 1908. szeptember 6-án Pártay Tivadar (1908-1999) politikus, újságíró, országgyűlési képviselő, rövid ideig az FKGP elnöke
- 1940. november 5-én Péczely Sarolta (Kodály Zoltánné) énekművész
- 1966-ban Perovics Zoltán  színházalapító, rendező, színész, díszlettervező
- 1903. október 8-án Peukert Károly festőművész

### R
- 1897. szeptember 25-én Rákóczi János (1897-1966) (Dombóvár -Felsőleperd), cukrász, mesterszakács
- 1960. április 19-én Révész László régész
- 1972. február 9-én Rózsa Norbert olimpiai, világ- és Európa-bajnok úszó

### S
- 1890. augusztus 27-én Salamon József (1890-1974) újságíró
- 1882. október 21-én Schréter Zoltán (1882-1970) magyar geológus, hidrológus, paleontológus, egyetemi tanár, a Magyar Tudományos Akadémia levelező tagja
- 1987. július 20-án Simonfalvi Gábor   magyar labdarúgó
- 1921. február 18-án Sipos Gyula (1921-1976) újságíró, költő

### Sz
- 1989. február 8-án Szabó Tünde atléta
- 1894-ben Szemenyei Ferenc festőművész
- 1880. szeptember 8-án Szepessy László (1880-1915)  tanár, költő, újságíró

### T
- 1946-ban Takács Istvánné ny. gimn. tanár, helytörténész
- 1928. október 5-én Tarr György dr. bíró, egyetemi tanár[12]
- 1917. június 6-án dr. Tildy Zoltán (1917-1994) fotóművész, természetfotós
- 1948. július 29-én Tóth Gyula volt országgyűlési képviselő, parlamenti jegyző (MSZP)
- 1998. szeptember 17. Tóth Lili Anna ifjúsági olimpiai bajnok atléta[13]

### V
- 1950. november 17-én Varga Géza Ferenc (1950–2002) szobrászművész
- 1885. január 19-én Varjas Sándor (1885-1939) magyar filozófus, egyetemi tanár[14]
- 1890. január 12-én Varjas Elemér (1890-1937) pártmunkás, mozgalmár, szövetkezeti szakember[15]
- 1927. szeptember 17-én Vati József (1927-2017) festőművész
- 1947. július 15-én Vincze János rendező, a Pécsi Harmadik Színház igazgatója

## Dombóváron éltek/élnek

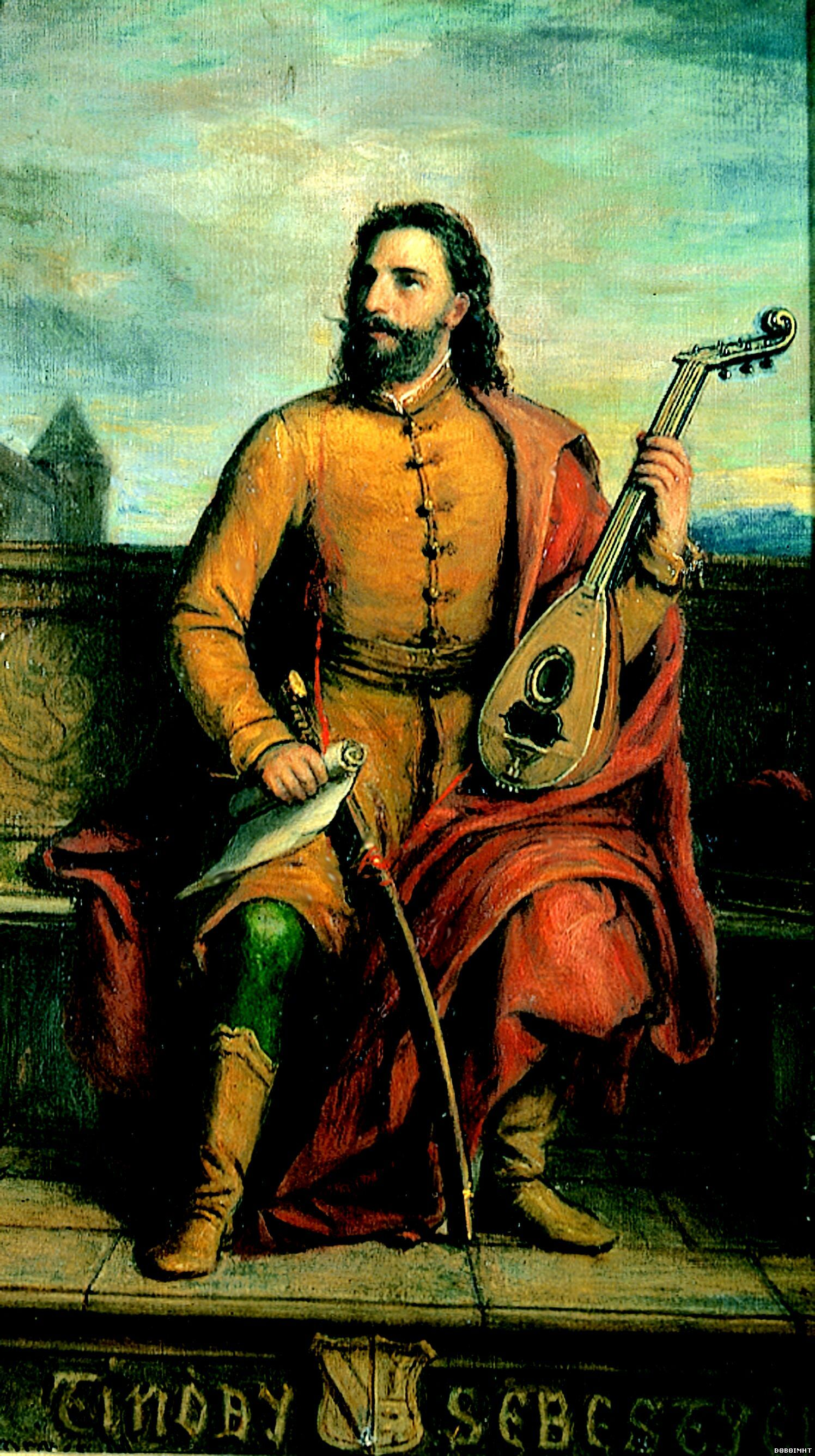
Tinódi Lantos Sebestyén

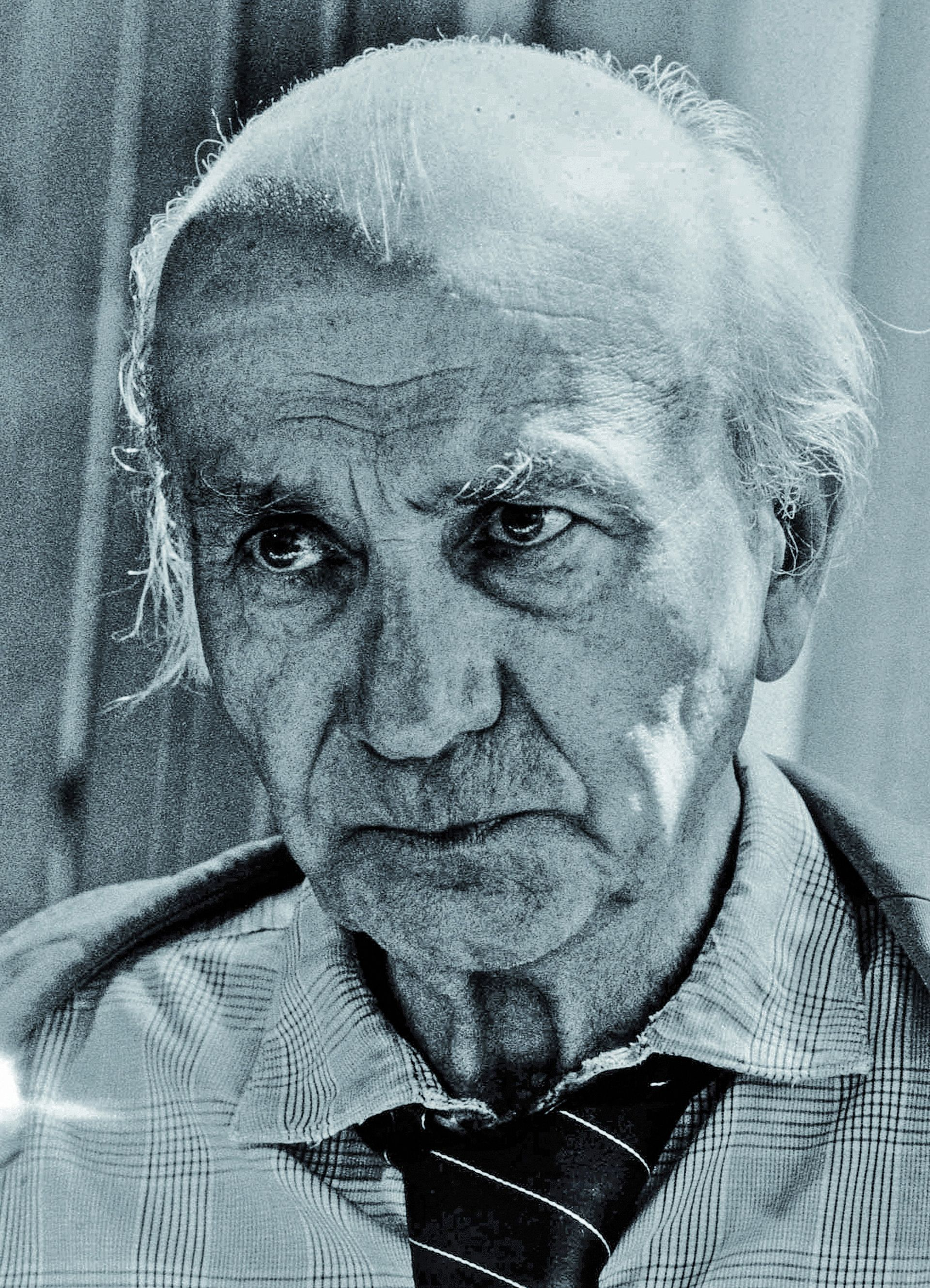
Illyés Gyula

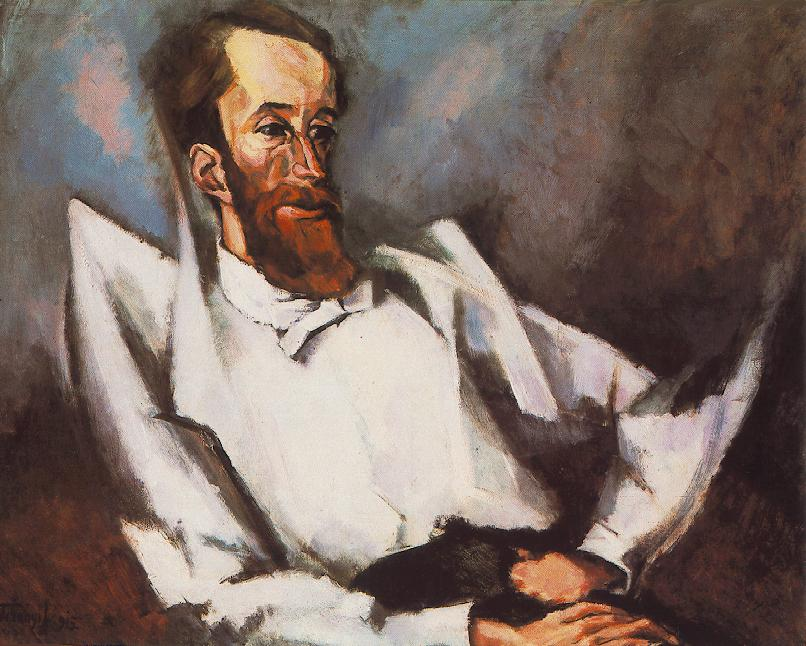
Fülep Lajos

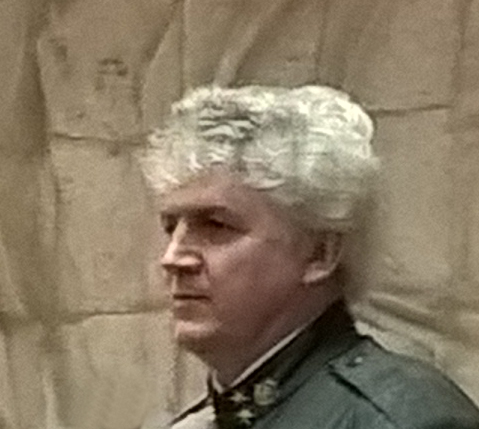
Erky-Nagy Tibor

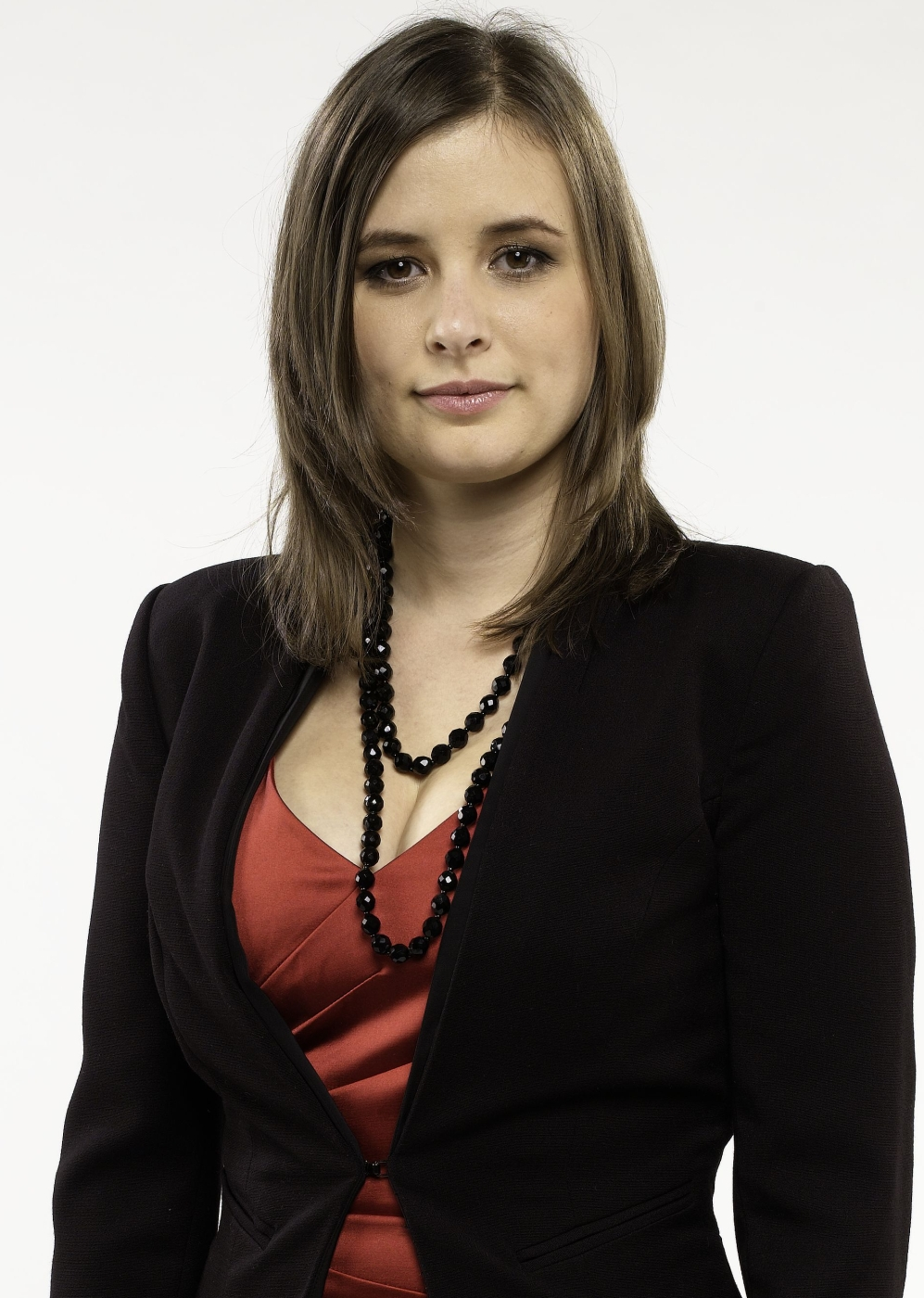
Dúró Dóra

### A
- Al-Gharati Magyed (Pécs, 1995. szeptember 15.) jemeni-magyar humorista[16]
- Ambrus Sándor István (Székelyudvarhely, 1959. február 25. – Dombóvár – 2008. április 11.) erdélyi származású szobrász, grafikus

### B
- Balipap Ferenc dr. (Gyulaj, 1948. szeptember 23. – Pécs, 2013. július 10.) szociológus, népművelő, költő Dombóváron élt
- Beles Lajos (Szőny, 1941. október 24. – Dombóvár, 2007. augusztus 15.) MÁV főművezető, helytörténész[17]
- Békés Sándor (Tarcal, 1940. augusztus 14. –) író, újságíró, az MTV Pécsi Stúdiójának alapító stúdióvezetője és főszerkesztője[18]

### D
- Degovics István (Kaposvár, 1856 – Dombóvár, 1936. október 12.) cukrászmester
- Dombó Pál (Tolna vármegye, XV. sz. – Tolna vm. XVI. sz. második fele, a felsőnyéki templomban temették el) jogtudós, a királyi tábla egyik bírája
- Dúró Dóra (Szentes, 1987. március 5.) politikus, a Mi Hazánk Mozgalom országgyűlési képviselője

### E
- Erky-Nagy Tibor (Baja, 1956. június 21.) tipográfus, helytörténész.

### F
- F. Bodó Imre (Gölle, 1954. március 19.) agrármérnök, múzeumalapító
- Fenyvesi Béla (Kiskunhalas, 1955. december 12.) informatikus, zenész, tanár a pécsi Szélkiáltó együttes alapító tagja.
- Fetter Károly szobrászművész (1889-1937) szobrászművész
- Földi István (Kézdivásárhely, 1903. április 23. – Dombóvár, 1967. június 28.) tanár, író, újságíró[19]
- Fülep Lajos (Budapest, 1885. január 23. – Budapest, 1970. október 7.) Kossuth-díjas művészettörténész, művészetfilozófus, református lelkész, egyetemi tanár, a Magyar Tudományos Akadémia levelező tagja[20]
- Füzesi József (Komló, 1966. július 21. −) roma származású magyar festő

### G
- Gábor Sándor (Döbrököz, 1959. január 17.) cukrászmester, a Magyar Rapszódia bon-bon megálmodója, elkészítője[21][22]
- Gebhardt Antal dr. (Pécs, 1887. április 9. – Pécs, 1972. február 22.) jogász, biológus, az MTA doktora[23]
- Gulácsy Irén (Szeged, 1894. szeptember 9. – Budapest, 1945. január 2.) magyar írónő[24]
- Gundy Sarolta Dr. (Nagyatád, 1946. május 16.) rákkutató, az Országos Onkológia Intézet volt tudományos osztályvezetője

### H
- Herbst János (1956 – 2015) labdarúgó, vállalkozó, országgyűlési képviselő (1998–2002)

### I
- Illyés Gyula (Sárszentlőrinc-Felsőrácegrespuszta, 1902. november 2. – Budapest, 1983. április 15.) író[25]
- Ivanich Antal (Baté, 1868 – Dombóvár, 1943) a járás első mezőgazdasági gépgyárának alapítója, a város első villanytelepének megépítője[26][27]

### K
- Kaponya Judit (1931-2016) festőművész
- Kovácsy Tibor újságíró, rádiós műsorvezető, szerkesztő[28]
- Kőszegi Csaba Valér (Pécs, 1965. április 4.) tanár, eszperantista, zenész, költő és versmondó
- Kriston Vízi József (Budapest, 1953. május 27.)  etnográfus, kultúraközvetítő szakember

### M
- Marczell György (Budapest, 1897. augusztus 11. – Budapest, 1979. október 17.) festő, grafikus, gimn. tanár
- Molnár István (Mászlony) mezőgazdasági vállalkozó, az Agrár-Béta Kft. ügyvezetője

### Ö
- Ördög Ferenc dr. (Gyulaj 1933. április 5. – Nagykanizsa, 2015. december 28.) nyelvész, címzetes egyetemi docens[29]

### P
- Pintér Szilárd (Komló, 1967. február 18.) banki szakember, Dombóvár város polgármestere
- Pörös Eszter (dr. Lehoczky Béláné) (Pécs, 1945. június 30. – Pécs, 2018. július 8.)  nyelvtanár, eszperantista

### R
- Radó Károly (Szabadi, 1925. július 15. – Budapest, 2013. március 26.) magyar szobrász- és festőművész.
- Rácz Vali (Gölle, 1911. december 25. – München, 1997. február 12.) magyar színész- és énekesnő.

### S
- Sarkantyu Simon (Pincehely, 1921. május 27. – 1989. december 18.) festőművész[30]
- Siménfalvy Sándor (Szenice, 1892. július 9. – Budapest, 1988. december 24.) magyar színész, érdemes művész[31]

### Sz
- Szabó Imre dr. (Kurd, 1943. augusztus 9.) ny. gimnáziumi tanár, volt polgármester és országgyűlési képviselő (MSZP); Dombóvár város díszpolgára.
- Szenes Hanna[32] (Chana Senesh) (1921. július 17. – 1944. november 7.) költő, izraeli nemzeti hős[33]
- Széles Lajos (Nak 1897. augusztus 3. – Dombóvár, 1992. január 18.) az Irix és a Naksol feltalálója

### T
- Takács Lajos néprajzkutató, néprajztudós (1921–1985) Várongon született 1921. november 10.-én[34]
- Tinódi Lantos Sebestyén (Tinód (Sárbogárd) 1510 környékén – Sárvár, 1556)[35]
- Tüskés Tibor (Szántód, 1930. június 30. – Pécs, 2009. november 11.) író, irodalomtörténész, a Jelenkor főszerkesztője[36]

### U
- Ujváry Lajos festőművész, képzőművészeti tanár

### V
- 1952. május 31-énVarró Sándor  fizikus, tudományos tanácsadó, az MTA doktora

### Z
- Zircher György (Bonyhád,1962. május 17.) NB-I-es labdarúgó játékos volt[37]
- Zircher Kitti (Budapest, 1988. augusztus 9.) 20-szoros magyar bajnok atléta[38]